# Solid Ball of Rock
Solid Ball of Rock es el décimo álbum de estudio de la banda británica de heavy metal Saxon, publicado en 1991 por Virgin Records. Tras firmar con su nuevo sello discográfico volvieron en gran medida a su clásico sonido, aunque aún mostró algunos toques de sus producciones publicadas por EMI Music. Por otra parte, fue el primer trabajo con el bajista Nibbs Carter, que además compuso cinco canciones del álbum.

## Lista de canciones
| N.º | Título                          | Escritor(es)                      | Duración |  |
| 1.  | «Solid Ball of Rock»            | Bram Tchaikovsky, Micki Broadbent | 4:43     |  |
| 2.  | «Altar of the Gods»             | Carter                            | 3:30     |  |
| 3.  | «Requiem (We Will Remember)»    | Byford, Oliver, Carter, Glockler  | 5:16     |  |
| 4.  | «Lights in the Sky»             | Byford, Quinn, Johnson            | 4:03     |  |
| 5.  | «I Just Can't Get Enough»       | Byford, Quinn, Johnson            | 4:34     |  |
| 6.  | «Baptism of Fire»               | Carter                            | 3:08     |  |
| 7.  | «Ain't Gonna Take It»           | Byford, Oliver, Carter, Glockler  | 4:47     |  |
| 8.  | «I'm On Fire»                   | Carter                            | 4:24     |  |
| 9.  | «Overture in B-Minor / Refugee» | Byford, Carter                    | 5:42     |  |
| 10. | «Bavarian Beaver»               | Carter                            | 1:17     |  |
| 11. | «Crash Dive»                    | Carter                            | 4:21     |  |

| Pista adicional solo en Japón |                    |              |          |  |
| N.º                           | Título             | Escritor(es) | Duración |  |
| 12.                           | «Reeperbahn Stomp» | Carter       | 3:26     |  |

## Miembros
- Biff Byford: voz
- Paul Quinn: guitarra eléctrica
- Graham Oliver: guitarra eléctrica
- Nibbs Carter: bajo
- Nigel Glockler: batería